# Cantonul Loudun
Cantonul Loudun este un canton din arondismentul Châtellerault, departamentul Vienne, regiunea Poitou-Charentes, Franța.

## Comune
| Comune           | Populație (1999) | Cod poștal | Cod INSEE |
| ---------------- | ---------------- | ---------- | --------- |
| Arçay            | 405              | 86200      | 86008     |
| Basses           | 351              | 86200      | 86018     |
| Beuxes           | 504              | 86120      | 86026     |
| Ceaux-en-Loudun  | 592              | 86200      | 86044     |
| Chalais          | 527              | 86200      | 86049     |
| La Roche-Rigault | 536              | 86200      | 86079     |
| Loudun           | 7.173            | 86200      | 86137     |
| Maulay           | 192              | 86200      | 86151     |
| Messemé          | 214              | 86200      | 86156     |
| Mouterre-Silly   | 712              | 86200      | 86173     |
| Saint-Laon       | 126              | 86200      | 86227     |
| Sammarçolles     | 601              | 86200      | 86252     |